# Candida oregonensis
Candida oregonensis är en svampart som beskrevs av Phaff & Carmo Souza 1962. Candida oregonensis ingår i släktet Candida, ordningen Saccharomycetales, klassen Saccharomycetes, divisionen sporsäcksvampar och riket svampar.   Inga underarter finns listade i Catalogue of Life.